# Palisot de Beauvois
Ambroise Marie François Joseph Palisot, barón de Beauvois, más conocido simplemente como Palisot de Beauvois (Arrás, 27 de julio de 1752 - París, 21 de enero de 1820) fue un naturalista francés.

## Biografía
Estudia derecho y es abogado en el Parlamento de París en 1772, como secretario general de requisitorias y votos. Luego decide consagrarse a la historia natural y principalmente a la botánica. Sigue los cursos de Bernard de Jussieu (1699-1777) y es nombrado corresponsal de la Academia de las Ciencias Francesa en 1781.
En 1786, parte en viaje, a África donde visita las regiones poco conocidas de Bénin, coleccionando una gran flora e de insectos que logra llevar a París. Arriba a Santo Domingo (hoy Haití) en 1788, con su salud muy comprometida por fiebre amarilla.
En 1790, es miembro del Consejo Superior de la Colonia y se opone activamente a que cese la esclavitud. Denuncia a los filántropos británicos que solo intentan quebrar a las colonias esclavistas.
Con su título nobiliario, y la revolución Francesa busca refugio en EE. UU., en 1791, a Filadelfia. pero ya en el viaje le roban, llegando sin dinero. Se une a un circo como músico para conseguir algo de dinero, y finalmente obtiene trabajo curando la colección botánica privada de Charles Willson Peale. Se une a la Sociedad Filosófica de EE. UU., y contribuye en su publicación Transactions, y resume su colección con la ayuda del Agregado Francés, Pierre Auguste Adet (1763-1832), un científico. Palisot explora el río Ohio, en el oeste a Savannah, Georgia en el sur. Es miembro de la Academia de Ciencias Naturales de Filadelfia donde presenta sus observaciones.
Preparándose para retornar a Francia, se entera de que la Revolución francesa lo declara proscripto y sus bienes confiscados.
Aprestándose a una nueva expedición, en 1798, ahora verifica que no está más como proscripto y que puede reentrar a Francia. Cosa que ejecuta, y hasta logra la liberación de sus bienes. En 1806, reemplaza a Michel Adanson (1727-1806) en la Academia de las Ciencias Francesa y es consejero de la Universidad en 1815.
Se interesa particularmente de las criptógamas y de las gramíneas, como hábitats de vegetales y de insectos. Estudia los órganos reproductivos de musgos precisando su funcionamiento.